# Lerista flammicauda
Lerista flammicauda este o specie de șopârle din genul Lerista, familia Scincidae, descrisă de Storr 1985. Conform Catalogue of Life specia Lerista flammicauda nu are subspecii cunoscute.